# Depth (アルバム)
『Depth』（デプス）は、ユウタのデビューミニアルバム。2024年11月13日にavex traxから発売された。

## 概要
- ユウタは、SMエンタテインメントからデビューした初めての日本人であり、派生ユニット・NCT 127のメンバーとして活動してきた。音楽活動のほかにも、日本で映画やドラマにも出演し、俳優としても活動している[5]。また、ファッションやラジオDJなど、多方面で活動中である[5]。
- リード曲「Off The Mask」を含めた全7曲が収録されている。2024年10月3日、収録曲を全曲先行配信した。

## プロモーション

### ミュージックビデオ
- 10月3日、リード曲「Off The Mask」ミュージックビデオを公開した。

### イベント
- 10月5日より、福岡・兵庫・愛知・東京・大阪にて自身初の単独ショーケースツアー「YUTA Solo Debut Showcase Tour 〜HOPE〜」をスタート。

## 収録曲
1. LAST SONG [3:22] 
  - 作詞：YUTA、Soichiro Oura
  - 作曲：YUTA、Kevin_D (D_answer)、Ebenezer、Charlotte Wilson、Wondertaker (D_answer)
  - 編曲：YUTA、Ebenezer、Kevin_D (D_answer)、Charlotte Wilson

美しいピアノの旋律的な楽曲[6]。過去を捨てて一緒に進もうというメッセージが込められている[6]。
2. Off The Mask [2:50] 
  - 作詞：YUTA、KENTZ
  - 作曲・編曲：YUTA、Kevin_D (D_answer)、STEPHEN LEE、WXNE

華やかなギターサウンドとシャウト、緊張感溢れる後半のストリングス演奏など、多彩なサウンドが印象的なロックベースの楽曲[6]。
歌詞には、躊躇せずにやりたいことに挑戦し、今まで隠してきた本当の自分の姿を存分に見せようというメッセージが込められている[6]。
3. Save You [3:13] 
  - 作詞：YUTA、KENTZ
  - 作曲：YUTA、Kevin_D (D_answer)、1000 (D_answer)、Helixx、uji (zer0p)
  - 編曲：YUTA、Helixx、Kevin_D (D_answer)

自分を縛るものから抜け出そうという歌詞と、絶叫するようなギターサウンド、インパクトのあるシャウトボイスが印象的な楽曲[6]。
4. BAD EUPHORIA [2:53] 
  - 作詞：Rose Blueming
  - 作曲：AKIRA、종한 (JONGHAN)、KAIZEN
  - 編曲：AKIRA、KAIZEN

中毒性の高いギターリフレインとサビの軽快なメロディラインが調和した楽曲[6]。
5. PRISONER [2:48] 
  - 作詞：YUTA、KENTZ
  - 作曲：Kevin "Thrasher" Gruft、Curtis Peoples、Charlotte Sands
  - 編曲：KThrash

歪んだ愛の中でも自分を信じて乗り越えようというメッセージが込められた楽曲[6]。
6. Goodbye [3:16] 
  - 作詞：YUTA
  - 作曲：Samson、BAATZ、OVERMENSCH
  - 編曲：BAATZ、OVERMENSCH

愛しているのに別れを告げる切ない気持ちを歌っている[6]。
7. Butterfly [2:31] 
  - 作詞：YUTA、KAMIHATE
  - 作曲：YUTA、Kevin_D (D_answer)、dashorn (D_answer)、KAMIHATE、uji (zer0p)、AKIRA、KAIZEN、OVERMENSCH
  - 編曲：YUTA、Kevin_D (D_answer)、AKIRA、KAIZEN、OVERMENSCH

NCT 127の2度目のツアー「NCT 127 2ND TOUR 'NEO CITY - THE LINK'」にて披露されたソロ曲のロック編曲バージョン[6]。